# ساعت پدربزرگ

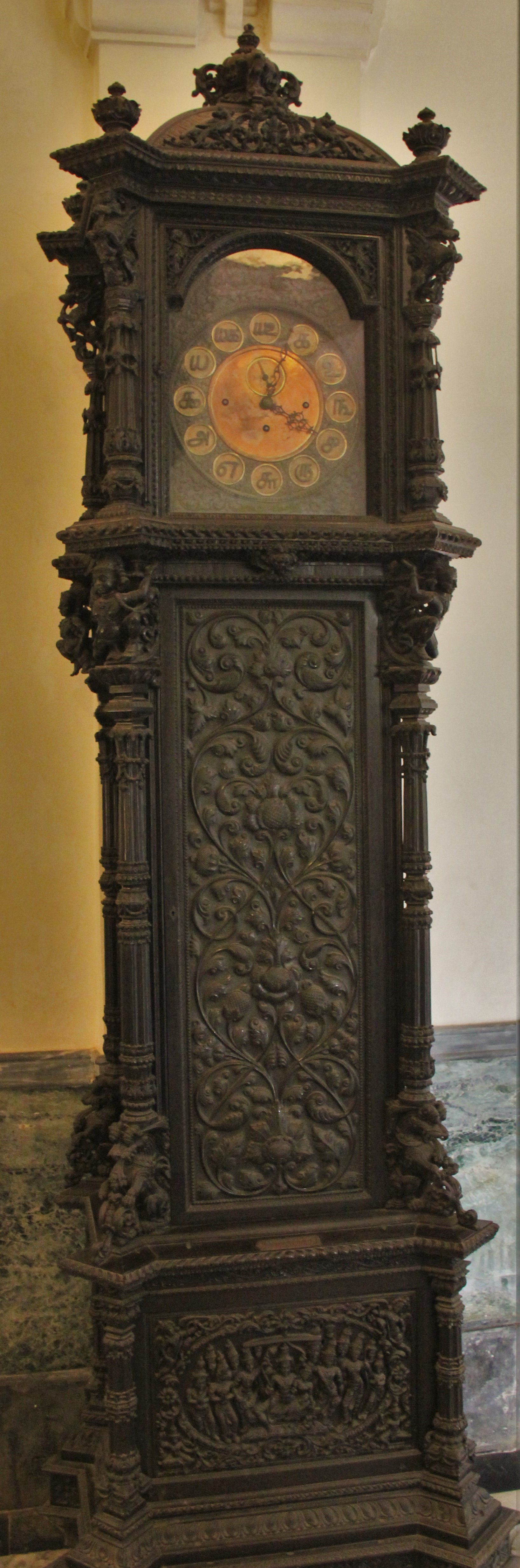
ساعت پدربزرگ ۸ روزه. این نمونه به سال ۱۷۰۰ میلادی و قاب آن به اواخر قرن ۱۹ - اوایل قرن ۲۰ برمی‌گردد. صفحه اصلی این ساعت با یک صفحه برنجی با اعداد تامیلی جایگزین شده است، شاید در همان زمان قاب. قاب بلند اصلی نیز با یک قاب چوبی کنده‌کاری شده به شکل مانداپا به سبک هندی جنوبی جایگزین شد. صفحات جلو و کناری در کار چکش‌کاری فلزی با پیچ و خم‌های گلدار انجام می‌شود. قسمت پایین گنجه صحنه‌های اساطیری را به تصویر می‌کشد و این گنجه در مدرسه هنر مدرس ساخته شده است. این ساعت در موزه پرنس ولز در بمبئی به نمایش گذاشته شده و توسط دوراب تاتا اهدا شده است.

ساعت پدربزرگ (انگلیسی: Grandfather clock) یا ساعت گنجه‌بلند (longcase clock) یک نوع ساعت آونگی بلند است که در یک محفظه چوبی قرار دارد. این ساعت‌ها معمولاً دارای آونگ بلندی هستند که در پشت یک در شیشه‌ای نوسان می‌کند و مشخصه آن‌ها صدای زنگ مشخصی است که هر ساعت یا نیم ساعت به صدا در می‌آید.
ساعت‌های پدربزرگ در قرن هفدهم میلادی به وجود آمدند و به دلیل دقت و زیبایی‌شان به سرعت محبوب شدند. آنها اغلب از چوب‌های گران‌بها مانند بلوط یا ماهون ساخته می‌شدند و با تزئینات و کنده‌کاری‌های پیچیده تزئین می‌شدند.
این ساعت‌ها معمولاً با وزنه‌هایی که به تدریج پایین می‌آیند کار می‌کنند و نیاز به کوک کردن هفتگی یا حتی ماهانه دارند. برخی از ساعت‌های پدربزرگ دارای ویژگی‌های اضافی مانند نمایش گام‌های ماه، تقویم یا دماسنج هستند.
ساعت‌های پدربزرگ به عنوان یک عنصر تزئینی و کاربردی در خانه‌ها، به ویژه در اتاق‌های نشیمن و غذاخوری، مورد استفاده قرار می‌گیرند. آنها همچنین به عنوان یک میراث خانوادگی ارزشمند محسوب می‌شوند و اغلب از نسلی به نسل دیگر منتقل می‌شوند.